# Suctobelbella meridionalis
Suctobelbella meridionalis är en kvalsterart som först beskrevs av Kahwash, Subías och Ruiz 1991.  Suctobelbella meridionalis ingår i släktet Suctobelbella och familjen Suctobelbidae. Inga underarter finns listade i Catalogue of Life.